# Парамджіт Сінґх
Парамджіт Сінґх (*1935 ) — сучасний індійський художник.

## Життєпис
Народився у м. Амрітсар (Пенджаб) у 1935 році. Після закінчення середньої школи поступив до делійського політехнічному інституту на факультет витончених мистецтв, який закінчив у 1958 році. Після цього навчався мистецтву гравюри у Норвегії.
У 1960 році був одним із засновників художньої групи «Невідомі». У 1962 році одружився з художницею Арпітою Сінґх. У 1967 році у галереї Трівені (Нью-Делі) відбулася його перша персональна виставка.
У 1970 році здобув національну премію з мистецтва. З 1973 до 1992 року був викладачем, а потім професором кафедри образотворчого мистецтва в університеті Джамія-Мілія-Ісламія (Нью-Делі). Водночас бере участь у персональних (близько 50) та влаштовує персональні виставки (близько 30) у багатьох країнах Азії, Європи та північної Америки.

## Творчість
П.Сінґх відомий завдяки своїм картинам, що зображує вкриті травою поля, дерева, хвилясті стежки в лісі, водойми, що виконані з багатою уявою і рідкісною якістю. У своїх картинах використовує олію, вугільні олівці і пастель на папері. Часто його картини не мають назви, лише відображають дійсність, природу.

## Нагороди
- премія академії Лаліт Кала
- лауреат літературної премія Сахітья Парішад Санман

## Родина
Дружина — Арпіта Сінґх, художниця
Діти:
- Анджум Сінґх, художниця